# Goldstreifiger Schildkäfer

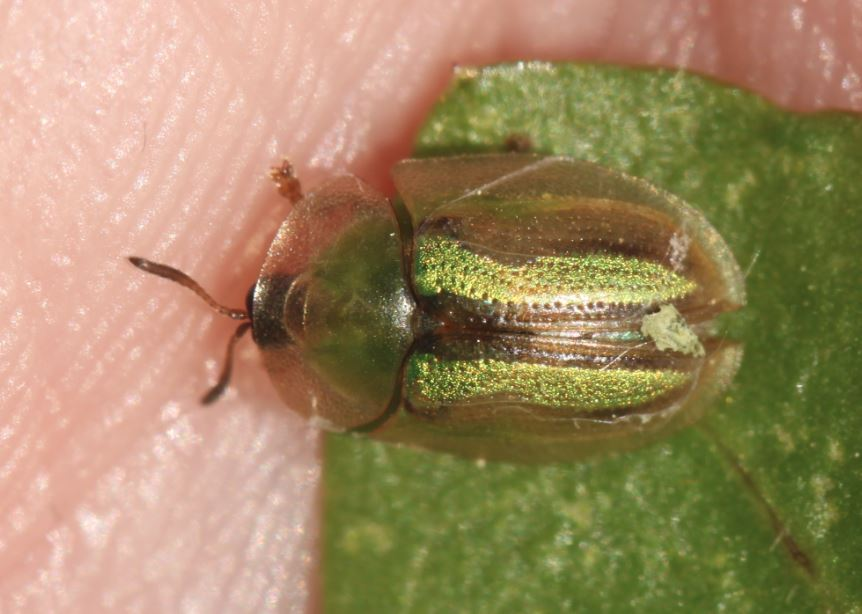

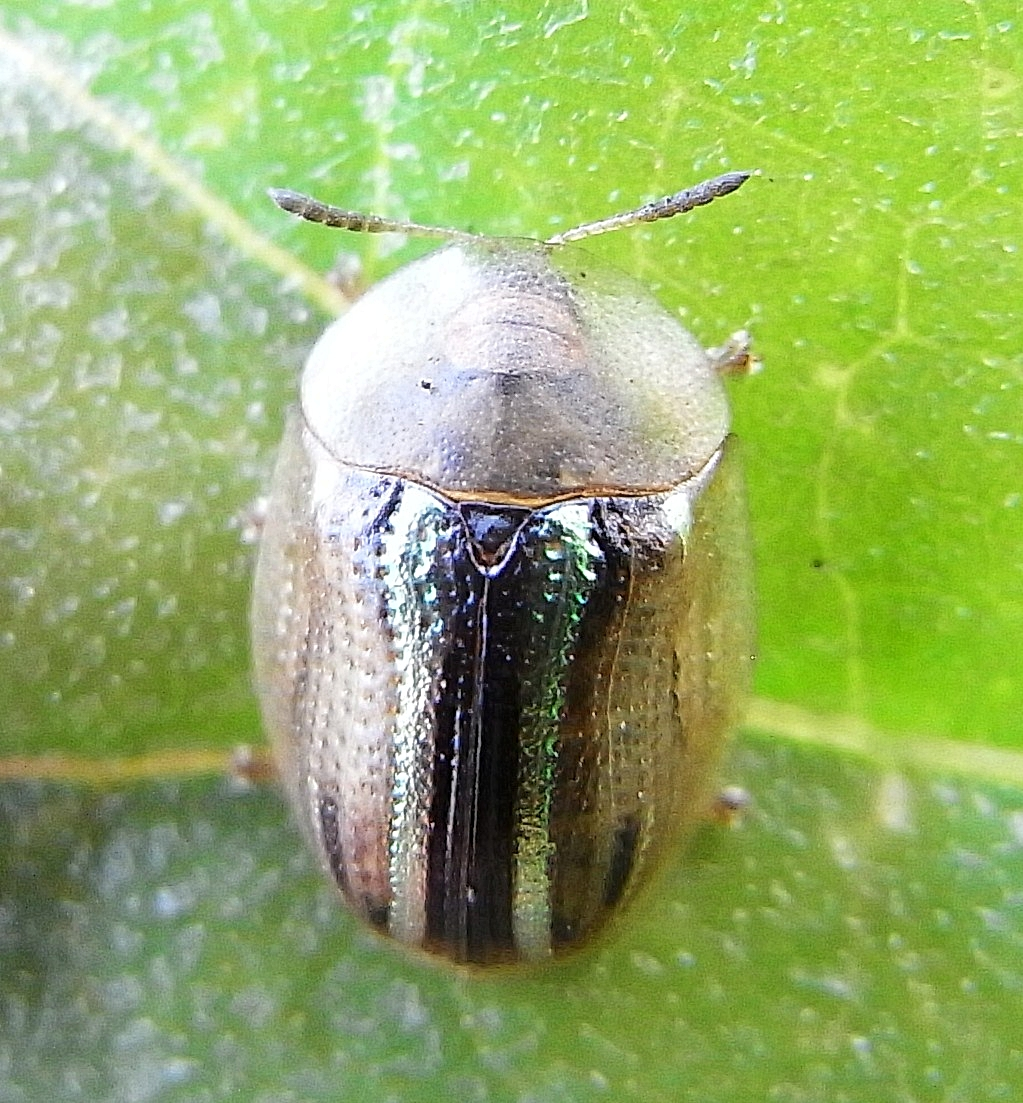

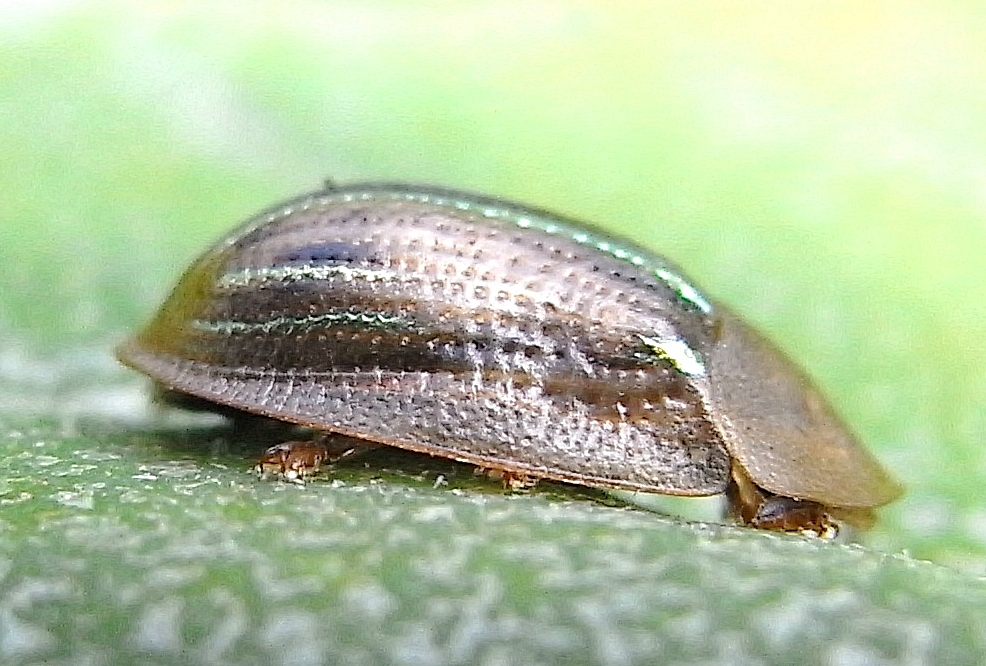
Seitenansicht

Der Goldstreifige Schildkäfer   (Cassida nobilis)   ist ein Käfer aus der  Familie der Blattkäfer und der Unterfamilie Schildkäfer. Von den elf Untergattungen der Gattung Cassida wird die Art Cassida nobilis der Untergattung Casidulella zugeordnet.
Der wissenschaftliche Gattungsname Cassida ist von altgr.
κασίδιον, κάσσις kasidion, kássis, „Helm, Schild “   abgeleitet, und nimmt auf den Halsschild Bezug, der in charakteristischer Weise den Kopf schildartig abdeckt. Der Artname nobilis (lat.) bedeutet „edel“ und spielt wohl auf den wie Perlmutt glänzenden Längsstreifen auf jeder Flügeldecke an. Die Art ist in Europa weit verbreitet.

## Merkmale des Käfers
Der  Körper erreicht eine Länge von 4 bis 4,5 Millimeter. Er ist unbehaart und sein Umriss oval. Die Seiten der Flügeldecken und der Vorderrand des Halsschildes sind so nach unten gezogen, dass sich der Halsschild und die Flügeldecken gemeinsam wie eine Glocke über den Körper samt Kopf wölben.
Auf der Unterseite des Halsschildes gibt es neben dem Kopf keine deutliche Furche, in die die Fühler eingelegt werden könnten. Betrachtet man die Vorderseite des Kopfes, so erkennt man auf der Stirn zwei tiefe Linien, die aufeinander zulaufen und  etwa in halber Höhe der Augen weit vor der Einlenkung der Fühler aufeinandertreffen. Die elfgliedrigen Fühler entspringen nahe beieinander zwischen den Augen. Sie sind fadenförmig und verdicken sich nach außen zu einer lockeren angedunkelten Keule.
Der Halsschild ist groß, seicht gepunktet, sein Vorderrand grob halbkreisförmig und die Hinterecken abgerundet.
Die Flügeldecken tragen deutliche Punktstreifen, die besonders zwischen dem dritten und vierten Streifen durch danebengestellte Punkte gestört sind. Die Zwischenräume zwischen den Punktreihen sind unbehaart. Wie der Halsschild sind die Flügeldecken gelbbraun bis rotbraun gefärbt, die ersten beiden Zwischenräume häufiger dunkler, der dritte etwas breiter und im Leben mit Perlmuttglanz. Im Mittelbereich der Flügeldecken fallen die Seiten steil ab und sind nicht im Randbereich abknickend abgeflacht. Das Schildchen ist gut sichtbar.
Die Beine erinnern an die der Marienkäfer. Die Tarsenglieder sind kurz und breit und stark ineinandergeschachtelt, das vorletzte (dritte) tief gespalten. Die ungezähnten Klauen überragen die Lappen des dritten Tarsenglieds nur wenig, werden aber nicht wie bei anderen Arten der Gattung von den Lappenspitzen überragt. Die Schenkel sind bis zur Mitte schwarz, Schenkelspitze, Schienen und Tarsen sind gelb.

## Biologie
Man findet die Art an verschiedenen Fuchsschwanzgewächsen und diversen Nelkengewächsen, beispielsweise an der Kulturpflanze Rüben oder am Meer auf der Salzmiere. An der Rüben verursachen die Larven gesprenkelte, stecknadelkopfgroße Fraßstellen auf dem Blatt. Bei Pflanzen am Feldrand ist die Schädigung größer und es ist auch Skelettierfraß möglich.

## Verbreitung
Die Art ist paläarktisch von den Westküsten Europas bis nach Japan verbreitet. In Europa kommt sie vom Mittelmeer bis zum Polarkreis vor.